# Elena Freda
Elena Freda (Roma, 25 marzo 1890 – Roma, 25 novembre 1978) è stata una matematica italiana, ricordata per l'importante contribuito fornito alla ricerca di Vito Volterra.

## Biografia

### Formazione
Figlia di Pasquale e di Crescenza Teresa Pedicino, si laureò in matematica all'Università di Roma nel 1912. Allieva di Guido Castelnuovo si mosse inizialmente negli ambiti di ricerca della scuola geometrica del suo maestro: nel 1913 pubblica un lavoro sui Problemi di geometria piana non euclidea (in Giorn. di matematiche di Battaglini, s. 23, II [1913], pp. 343–365). Proseguiva intanto gli studi conseguendo nel 1915 la laurea in fisica con Orso Mario Corbino.

### Interessi di studio e carriera accademica
Questo percorso coincise con lo spostamento dei suoi interessi, dall'iniziali ambito geometrico della scuola di Castelnuovo, verso i campi dell'analisi funzionale e della fisica matematica, ma anche della fisica sperimentale, sulla scia di Corbino, con lavori che mostrano la sua capacità di integrare lavori sperimentali sull'elettromagnetismo nel più ampio contesto analitico.
Conseguita la libera docenza in fisica matematica nel 1918, insegnò quasi sempre a Roma, fino al pensionamento nel 1959, eccetto una parentesi nell'anno accademico 1923-1924, quando ricoprì il l'incarico di fisica matematica e meccanica razionale all'Università di Messina. A Roma tenne vari corsi di analisi funzionale e fisica matematica: equazioni integrali e loro applicazioni; equilibrio e movimento dei corpi elastici; onde elettromagnetiche; teoria della relatività e meccanica quantistica.

## Pubblicazioni
Tra le sue pubblicazioni, degna di nota è una monografia pubblicata in Francia nel 1937, in francese e con prefazione di Vito Volterra, Méthode des caractéristiques pour l'intégration des équations aux dérivées partielles linéaires hyperboliques (Parigi, 1937), vertente sui metodi di integrazione delle equazioni alle derivate parziali del secondo ordine di tipo iperbolico, che raccoglieva i contenuti di un suo corso.